# محمدابراهیم عالمی
محمدابراهیم عالمی (زادهٔ ۱۳۴۴ - میانا ساری) خواننده و پژوهشگر موسیقی مازندرانی است. او به واسطهٔ رشد در یک خانوادهٔ دامپرور از همان دوران کودکی موسیقی را همراه با کار و زندگی در طبیعت تجربه نمود. تا اینکه در ۲۵ سالگی دورهٔ آواز را در فرهنگ‌خانه مازندران شروع کرد و ۲ سال بعد به عضویت گروه شواش درآمد. وی اکنون سرپرست گروه شواش مقوم است.

## آلبوم‌ها
آلبوم‌هایی که با گروه شواش کار کرده‌است:
- بهارانه، ۱۳۷۳، ساز نوروز
  - ماه تی‌تی، ۱۳۷۸، ماهور
  - دودوک تیکا، ۱۳۷۹، فرهنگخانه مازندران
  - گل گلون، ۱۳۸۲، شواش نوا
  - روجا، ۱۳۸۹، شواش نوا
  - مم زمون، ۱۳۹۰، نسیم مهر آوا
  - تتی‌وا، ۱۳۹۳، نسیم مهرآوا
  - رج‌خونی ۲، ۱۳۸۷، پارپیرار
  - منور و درویش، ۱۳۹۲، پارپیرار

## کنسرتها
تهران فرهنگ‌سرای شفق ۲۱ و ۲۲ اسفند ۷۶
تهران تالار حرکت ۲۵ و ۲۶ مهر ۱۳۸۱ 
تهران تالار وحدت ۲۶ اردیبهشت ۸۵ 
سالن فیروز بهرام بمناسبت صد سالگی مشروطیت ۱۸ مرداد ۱۳۸۸
کنسرت آلمان ۱۳۸۳ اسن، کلن، برلین
کنسرت میلان ۱۳۹۴ جهت اجرای موسیقی بومی در اکسپو

## بن مایه
1. ↑  «جشنواره فجر را موضوعی کنید». ایلنا.
2. ↑  «گزارش تصویری کنسرت گروه شواش در تالار رودکی». جشنواره موسیقی فجر.
3. ↑  «تقدیر دبیر جشنواره موسیقی فجر از گروه موسیقی شواش». هنرآنلاین.
4. ↑  «در جشنواره موسیقی فجر صورت گرفت؛تقدیم اجرای گروه «شِواش» مازندران به «احمد محسن‌پور»». موسیقی ما.
5. ↑  «آلبوم تتی وا». موسیقی ما.
6. ↑  «از موسیقی چوپانی تا آوازهای عاشقانه». ایسنا.
7. ↑  «روايت محمد ابراهیم عالمی از اوضاع اين روزهای منظومه خوانی». خبرگزاری میزان.
8. ↑  «پیشنهاد خواننده موسیقی مازندرانی به برگزارکنندگان جشنواره موسیقی نواحی». موسیقی ما.
9. ↑  «گفتگو با محمدابراهیم عالمی:هنرمند و دشواریِ وظیفه». واژهٔ روز.
10. ↑  «ترانه‌های نوستالژیک مازندرانی کتاب شد». ایرنا.
11. ↑  «برگزیدگان بخش پژوهشی جشنواره موسیقی نواحی ایران محمدابرهیم عالمی و بهمنیار شریفی». مهرآوا.
12. ↑  «حضور متفاوت گروه‌های مازندرانی در جشنواره موسیقی فجر». ایرنا.
13. ↑  «اساتيد مازندران ساز موسيقي 'ليلم 'را كوك كردند». ایرنا.